# Jan Tadeusz Orzeszko
Jan Tadeusz Orzeszko herbu Korab – wojski piński w latach 1778-1792, stolnik piński w latach 1765-1778, strażnik piński w latach 1756-1765.
Poseł powiatu pińskiego na sejm konwokacyjny 1764 roku. Jako delegat był elektorem Stanisława Augusta Poniatowskiego z powiatu pińskiego w 1764 roku.